# Joachim Häfele
Joachim Häfele (* 1967 in Nagold) ist ein deutscher Soziologe und Kriminologe. Er ist Professor für Kriminalwissenschaften an der Polizeiakademie Niedersachsen.

## Biographie
Häfele studierte Soziologie, Psychologie, Rechtswissenschaften sowie Sozial- und Wirtschaftsgeschichte an der Universität Wuppertal und der Universität Hamburg und promovierte 2011 an der Fakultät für Wirtschafts- u. Sozialwissenschaften der Universität Hamburg, wozu er ein Promotionsstipendium vom Evangelischen Studienwerk Villigst erhielt. Als wissenschaftlicher Mitarbeiter war er 2003 bis 2006 bei Fritz Sack am Hamburger Institut für Sicherheits- und Präventionsforschung (ISIP) und anschließend bis 2014 an der HafenCity Universität Hamburg tätig. Er absolvierte verschiedene internationale Forschungsaufenthalte. Von 2014 bis 2018 war er Gastwissenschaftler an der HafenCity Universität und Lehrbeauftragter an der Universität Hannover für die Fächer Soziologie und „Methoden der empirischen Sozialforschung“.
Seit 2015 ist Häfele Professor an der Polizeiakademie Niedersachsen am Studienort Oldenburg.

## Forschungsschwerpunkte
- Empirische Polizeiforschung[2]
- Urbane (Un)Sicherheit, Kriminalitätsfurcht und Kriminalprävention[2]
- Urbane Gewaltphänomene[3]
- (In)Toleranzen im urbanen Kontex[2]
- Abweichendes Verhalten, Soziale Probleme und Soziale Kontrolle in der Sicherheitsgesellschaft[2]
- Vorurteilsgeleitete Handlungen in urbanen Räumen[2]
- Rechtszynismus[2]

## Veröffentlichungen (Auswahl)
- Kontrollierte Konsumtionslandschaften. Sprung Verlag, Hamburg 2011, ISBN 978-3-940272-01-0.
- Die Stadt, das Fremde und die Furcht vor Kriminalität. Springer VS, Wiesbaden 2013, ISBN 978-3-531-18483-8. (Zugleich Dissertation).
- als Hrsg. mit Fritz Sack, Volker Eick, Hergen Hillen: Sicherheit und Kriminalprävention in urbanen Räumen. Aktuelle Tendenzen und Entwicklungen. Springer VS, Wiesbaden 2017, ISBN 978-3-658-16315-0.
- Urbane Gewaltphänomene. In: Ingrid Breckner, Albrecht Göschel, Ulf Matthiesen (Hrsg.): Stadtsoziologie und Stadtentwicklung. Handbuch für Wissenschaft und Praxis. Nomos-Verlag, Baden-Baden 2020, ISBN 978-3-8487-3340-8, S. 415–428.

- als Hrsg. und Mitautor mit Bernhard Bogerts, Benny Schmidt: Verschwörung, Ablehnung, Gewalt. Transdisziplinäre Perspektiven auf gruppenbezogene Aggression und Intoleranz. Springer Verlag für Sozialwissenschaften, Wiesbaden 2020, ISBN 978-3-658-31700-3.
- mit Ulrike Zähringer et al.: Auf steinigen Wegen oder wie das empirische Forschen über die Polizei erschwert wird. In: Neue Kriminalpolitik, Heft 2, 2022, S. 140–158.
- mit Eva Groß, Stefan Kanis: Autoritärer Nationalradikalismus, Xenophobie und kriminalitätsbezogene (Un)Sicherheitsgefühle. Eine Mehrebenenanalyse. In: Soziale Probleme, 34. Jg., Heft 2, 2023, S. 351–378.

- mit Vincent Knopp, Georgios Terizakis, Kai Denker, Eva Groß, Daniela Pollich: Rechtsextreme Meme. Eine praxisorientierte Einführung für die Ausbildung in Polizei und Sozialwissenschaften. utb transcript, Bielefeld 2024, ISBN 978-3-8252-6327-0, doi:10.36198/9783838563275
- mit Fee Elisabeth Bertram, Sebastian Kurtenbach, Armin Küchler: Rechtszynismus: Eine Untersuchung individueller und stadträumlicher Einflussfaktoren. In: Monatsschrift für Kriminologie und Strafrechtsreform, Juli 2024, 107(3), S. 199–219.
- mit Stefanie Kemme, Eva Groß, Jasper Bendler: Zur Struktur des Zusammenhangs von Kriminalitätsfurcht, Punitivität und Fremdenfeindlichkeit. In: D. Wagner, J.L. Führer, F. Asbrock: Von Kriminalitätsfurcht zu Feindseligkeit. Dynamiken der Kriminalitätswahrnehmung im politischen Kontext. Nomos, Baden-Baden 2024, S. 103–132.